# Wiesława Tatarczyk-Sitek
Wiesława Tatarczyk-Sitek (ur. 7 września 1962 w Wodzisławiu Śląskim) – polski polityk, samorządowiec, przewodnicząca Rady Gminy Mszana, nauczyciel biologii i chemii w Zespole Szkół w Mszanie. Nie należy do żadnej partii politycznej.
Funkcję przewodniczącej Rady Gminy Mszana sprawuje nieprzerwanie od 2002 roku. W ostatnich wyborach samorządowych w roku 2006 uzyskała 376 głosów (51,37% w skali okręgu wyborczego), co dało jej drugi wynik w gminie. Startowała z listy KWW Nasza Gmina Mszana.
W roku 2004 Prezydent RP Aleksander Kwaśniewski nadał jej Brązowy Krzyż Zasługi.